# Éric Pichon
Éric Pichon (ur. 30 marca 1966 w Saint-Chamond – zm. 31 sierpnia 2012) – francuski kolarz szosowy, srebrny medalista mistrzostw świata w kategorii amatorów.

## Kariera
Największy sukces w karierze Éric Pichon osiągnął w 1989 roku, kiedy zdobył srebrny medal w wyścigu ze startu wspólnego amatorów na mistrzostwach świata w Chambéry. W zawodach tych wyprzedził go jedynie Polak Joachim Halupczok, a trzecie miejsce zajął inny Francuz - Christophe Manin. Był to jednak jedyny medal wywalczony przez Pichona na międzynarodowej imprezie tej rangi. W tym samym roku wygrał też między innymi czechosłowacki Bohemia Tour i francuski Tour du Lyonnais. Ponadto był siódmy w Tour of the European Community w 1989 roku, trzynasty w Chateauroux-Limoges w 1990 roku oraz siedemnasty w Tour de Romandie w 1991 roku. Nigdy nie wystartował na igrzyskach olimpijskich. W 1992 roku zakończył karierę.